# Museum für Naturkunde Magdeburg
Das Museum für Naturkunde Magdeburg zeigte bereits 1875 erste Ausstellungen und ist damit das älteste bis heute existierende Museum der Stadt. Es ist seit 1945 im Gebäude des ehemaligen Kaiser-Friedrich-Museums untergebracht. Aktuell bildet es dort zusammen mit dem Kulturhistorischen Museum ein Zweispartenhaus.
Gemäß dem Sammlungsschwerpunkt zeigte das Naturkundemuseum in der Vergangenheit oft Ausstellungen zum Naturraum Sachsen-Anhalts, unter anderem zur heimischen Tier- und Pflanzenwelt, Geologie, Mineral- und Fossilvorkommen, zur eiszeitlichen Entwicklung sowie zur Ur- und Frühgeschichte. Die von 2006 bis 2015 neu aufgebaute Dauerausstellung ist den Themen Biodiversität und Evolution, Lebensräume Sachsen-Anhalts sowie Klimawandel und Evolution im Eiszeitalter gewidmet.

## Geschichte

Logo des Museums

Das Naturkundemuseum geht auf die Sammlungsbestände des 1869 gegründeten Naturwissenschaftlichen Vereins zu Magdeburg zurück. Die erste öffentliche Ausstellung von Sammlungsobjekten erfolgte 1875 in den Räumen des Realgymnasiums in der Brandenburger Straße. Das Naturwissenschaftliche Museum des Vereins zog 1893 mit in das Gebäude des neu eröffneten Städtischen Museums Magdeburgs am Domplatz 5 und wechselte im Jahr 1904 nach Schenkung des Vereins in den Besitz der Stadt. Von 1898 bis 1901 war Karl Bochow, ab 1931 Alfred Bogen Direktor des Museums.
Teile der Sammlungen des Städtischen Museums für Naturkunde entgingen durch rechtzeitige Auslagerung der Zerstörung durch Bombenangriffe, denen im Februar 1945 das Museumsgebäude am Domplatz zum Opfer fiel. Nach dem Krieg wurden die verbliebenen Sammlungsbestände in das Gebäude des heutigen Kulturhistorischen Museums in der Otto-von-Guericke-Straße verlagert, wo ab 1948 wieder eine naturwissenschaftliche Dauerausstellung entstand.

## Ausstellung
Der 2009 neu eröffnete Teil der Dauerausstellung ist dem Thema „Wunder des Lebens: Artenvielfalt im Zeichen der Evolution“ gewidmet. In zwei Sälen sind dazu etwa 1400 Einzelobjekte präsentiert.
Der vordere Saal beherbergt den geologisch-paläontologischen Ausstellungsteil. Im Zentrum und auf der linken Seite sind die Entstehung des Lebens und, unter besonderer Berücksichtigung der Wirbeltiere, der Landgang der Tiere thematisiert. Auf der rechten Seite sind fossile Belegstücke für die Evolution verschiedener Tiergruppen, unter anderem Schwämme, Korallen, Stachelhäuter, Kopffüßer und Haie, sowie Landpflanzen-Fossilien ausgestellt.
Der hintere Saal ist der Vielfalt der heutigen Tierwelt gewidmet. Den größten Ausstellungsraum nimmt das Mittelpodest mit großen Säugetier- und Vogelpräparaten ein, dem sich in Richtung linker Wand lebensgroße Walplastiken anschließen. Mehrere Wandvitrinen sind einzelnen Tiergruppen wie Insekten, Weichtieren, Lurchen, Kriechtieren und dem Thema Biodiversität und Aussterben gewidmet.
Bis zum Jahr 2015 wurden die übrigen Räume der Dauerausstellung eröffnet.

## Sammlungen

Das Museumsgebäude am Domplatz vor 1925, in dem sich das Städtische Museum für Naturkunde und Vorgeschichte bis 1945 befand.

Das Museum besitzt eine Sammlung von über 380.000 Objekten aus den Gebieten der Geologie, Mineralogie, Paläontologie, Botanik sowie Zoologie und ist damit das größte naturkundliche Museum in Sachsen-Anhalt. Die Sammlungsbestände gehen zu großen Teilen auf Privatsammlungen zurück, die dem Naturkundemuseum gestiftet wurden. Neben einer mineralogisch-petrographischen Sammlung, die über 11.500 inventarisierte Stücke umfasst, darunter etwa 1000 Gesteine, und einer paläontologischen Sammlung, die fast 25.000 Fossilien beinhaltet, unter anderem aus der karbonzeitlichen Magdeburger Grauwacke, dem tertiärzeitlichen Magdeburger Gründsand und den eiszeitlichen Flussschottern des Magdeburger Urstromtals, liegen eine etwa 11.000 herbarisierte Pflanzen umfassende botanische Sammlung und eine zoologische Sammlung von bedeutendem Umfang vor, darunter mehr als 1.300 Insektenkästen mit ca. 200.000 Belegen. Insekten, Muschel- und Schneckengehäuse, Alkoholpräparate niederer Wirbeltiere, Vogelgelege sowie Vogel- und Säugetierpräparate und -skelette bilden die Schwerpunkte der zoologischen Sammlung. Einheimische Tiere machen einen großen Anteil aus.

## Veröffentlichungen
Die Schriftenreihe des Naturkundemuseums, die seit 1993 den Titel Abhandlungen und Berichte für Naturkunde trägt, geht auf die Jahresberichte des Naturwissenschaftlichen Vereins und die Abhandlungen des Naturwissenschaftlichen Vereins, die im 19. Jahrhundert herausgegeben wurden, zurück.